# Phyllodactylus paralepis
Phyllodactylus paralepis — вид геконоподібних ящірок родини Phyllodactylidae. Ендемік Гондурасу. Описаний у 2013 році.

## Поширення і екологія
Phyllodactylus papenfussi мешкають на острові Гуанаха в групі островів Іслас-де-ла-Байя в Карибському морі.